# Si Suthammaracha
Si Suthammaracha (voller Titel: Phra Si Suthammaracha พระศรีสุธรรมราชา, auch: Somdet Phrachao Sanphet VII. สมเด็จพระเจ้าสรรเพชญ์ที่ 7; gestorben November 1656) war vom 8. August bis zum 26. Oktober 1656 der 28. König des Königreiches Ayutthaya in Siam (heute Thailand), Nachfolger von König Somdet Chao Fa Chai.

## Leben
Als König Prasat Thong am 7. August 1656 starb, hinterließ er ein wohlhabendes, aber unruhiges Reich mit einer unklaren Thronfolge. Der älteste Sohn von Prasat Thong, Prinz Chai „stürmte mit bewaffneten Männern den Palast und bestieg den Thron“. Bereits am folgenden Tag wurde er von Prinz Narai und seinen Gefolgsleuten einer „königlichen Hinrichtung“ unterworfen: Chai wurde verhaftet und zum „Hügel des Phraya“ gebracht. Dort wurde er in einen Samtsack gesteckt und mit Sandelholzkeulen zu Tode geprügelt. Prinz Suthammaracha, der jüngere Bruder von König Prasat Thong, wurde sodann von Narai auf den Thron gesetzt, sich selbst ließ Narai zum Uparat („Vizekönig“) ernennen.
Einige Tage nach seiner Krönung fand Si Suthammaracha plötzlich Gefallen an seiner Nichte, der Schwester von Prinz Narai. Diese erwiderte seine Annäherungsversuche jedoch nicht, sondern ließ sich nachts in einem Bücherschrank aus dem Palast schmuggeln. Als Prinz Narai davon erfuhr, beschloss er, seinen Onkel zu entthronen. Mit seinen Gefolgsleuten – portugiesischen Söldnern und seiner japanischen Leibgarde – griff er den Palast an, der König wurde auf der Flucht am Rücken verletzt. Wenig später wurde er gestellt und einige Tage darauf wie sein Vorgänger am „Hügel des Phraya gemäß der Tradition“ hingerichtet.
Am 26. Oktober 1656 ließ sich Narai zum 29. König des Königreiches Ayutthaya krönen.